# Albapomecyna alboplagiata
Albapomecyna alboplagiata – gatunek chrząszcza z rodziny kózkowatych i podrodziny zgrzypikowych. Jedyny przedstawiciel rodzaju Albapomecyna.

## Zasięg występowania
Gatunek ten występuje na Madagaskarze.